# 윤갱시
윤갱시(尹更始, ? ~ ?)는 전한 후기의 유학자로, 자는 옹군(翁君)이며 여남군 사람이다.

## 행적
처음에 채천추를 스승으로 모셔 《곡량춘추》를 익혔고, 이후 장우의 밑에서 《좌씨춘추》도 익혔다.
의랑(議郞)·간대부(諫大夫)·장락호장(長樂戶將)을 지냈고, 곡량춘추와 좌씨춘추를 규합하여 장구(章句)를 지었다.
아들 윤함에게 학문을 전수하였고, 또 제자로 적방진·방봉을 두었다.

## 저서
양나라 때까지 《춘추곡량전》 15권이 전해졌으나, 수나라 때에는 이미 소실되었다.

## 출전
- 반고, 《한서》 권88 유림전
- 위징, 《수서》 권32 지제27 경적1